# Skizze
Skizze (für das Pianoforte zu zwei Händen) is het twintigste werk van Christian Sinding, dat een opusnummer heeft gekregen. Het werk is terug te vinden op de titelbladen van de uitgaven van zijn opus 18 Seks sange til tekster af Krag en 19 Fem sange til tekster af Holger Drachmann og Svend Trøst. Daarna verscheen het in een verzamelalbum van Noorse muziek uitgegeven door Brødrene Hals, een bedrijf in piano’s. In 1908 gaf Robert Forsberg het nog in print uit, sindsdien ontbreekt elk spoor van het werk. 